# John Williams Walker

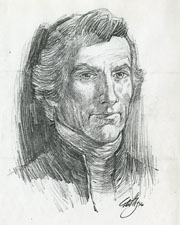
John Williams Walker um 1820

John Williams Walker (* 12. August 1783 in Amelia County, Virginia; † 23. April 1823 in Huntsville, Alabama) war ein US-amerikanischer Politiker und vertrat den Bundesstaat Alabama als erster gewählter US-Senator. Er gehörte der demokratisch-republikanischen Partei an.

## Werdegang
Walker besuchte die Willington Academy von Dr. Moses Waddel nahe Petersburg, Georgia und erhielt dort 1806 sein Diplom. Anschließend ging er auf das College of New Jersey, heute die Princeton University, wo er 1809 graduierte. Danach studierte er Jura und wurde in Petersburg als Anwalt zugelassen. Walker heiratete 1808 Matilda Pope, Tochter von LeRoy Pope und Judith Sale. Anschließend folgte er seinem Schwiegervater zu der neu gegründeten Stadt Huntsville im Mississippi-Territorium (heute Alabama) und begann dort als Anwalt zu praktizieren.
Nach der Formierung des Alabama-Territoriums 1817 war Walker 1818 als Abgeordneter von Madison County im ersten territorialen Parlament tätig. In der zweiten Amtsperiode fungierte er schon als Speaker. 1819 war er Vorsitzender des staatlichen Verfassungskonvents, der die erste Staatsverfassung von Alabama verabschiedete, welche es Alabama den Beitritt zu den Vereinigten Staaten ermöglichte. Am 28. Oktober 1819 wurde Walker beinahe einstimmig vom staatlichen Parlament zum ersten US-Senator von Alabama gewählt. Dieses Amt übte er vom 14. Dezember 1819 bis zu seinem Rücktritt wegen seiner schwindenden Gesundheit am 12. Dezember 1822 aus. Er verstarb am 23. April 1823 in Huntsville, Madison County, Alabama. Er wurde auf dem Maple Hill Cemetery beigesetzt.

## Ehrungen
Das am 20. Dezember 1824 gegründete Walker County, Alabama wurde nach ihm benannt.

## Familie
Walker war der Vater von LeRoy Pope Walker, Kriegsminister der konföderierten Staaten von Amerika und Brigadegeneral; Richard Wilde Walker, konföderierter Senator des Bundesstaates Alabama; Percy Walker, Kongressabgeordneter des Bundesstaates Alabama; sowie einigen anderen Kindern. Er war auch der Großvater von Richard Wilde Walker, Jr., Richter am Alabama State Supreme Court und des United States Court of Appeals for the Fifth Circuit.